# Odynerus guttatus
Odynerus guttatus är en stekelart som först beskrevs av Smith.  Odynerus guttatus ingår i släktet lergetingar, och familjen Eumenidae. Inga underarter finns listade i Catalogue of Life.